# Quadrispora
Quadrispora — рід грибів родини Cortinariaceae. Назва вперше опублікована 1993 року.

## Класифікація
Згідно з базою MycoBank до роду Quadrispora відносять 3 офіційно визнані види:
- Quadrispora musispora
- Quadrispora oblongispora
- Quadrispora tubercularis